# Rödde naturreservat
Rödde naturreservat är ett naturreservat i Krokoms kommun i Jämtlands län.
Området är naturskyddat sedan 2019 och är 36 hektar stort. Reservatet ligger väster om Alsen och Alsensjön och består av gammal granskog med spridda stora tallar.